# Oravais
Oravais (in finlandese Oravainen) è stato un comune finlandese di 2 242 abitanti, situato nella regione dell'Ostrobotnia. Il comune era a maggioranza di lingua svedese (84%).
È stato soppresso nel 2011 ed è confluito, insieme al comune di Vörå-Maxmo, nel neo costituito comune di Vörå.